# Абоин-да-Нобрега
Абоин-да-Нобрега (порт. Aboim da Nóbrega)  —  населённый пункт и район в Португалии,  входит в округ Брага. Является составной частью муниципалитета  Вила-Верде. Находится в составе крупной городской агломерации Большое Минью. По старому административному делению входил в провинцию Минью. Входит в экономико-статистический  субрегион Каваду, который входит в Северный регион. Население составляет 1155 человек на 2001 год. Занимает площадь 11,73 км².
Покровителем района считается Дева Мария (порт. Nossa Senhora da Assunção).